# ツクバネウツギ
ツクバネウツギ（衝羽根空木、学名：Abelia spathulata）はスイカズラ科ツクバネウツギ属の落葉低木。

## 特徴
落葉広葉樹の低木。樹高は2メートル (m) になり、密に分枝する。樹皮は灰褐色で薄く剥がれ、若い枝にはわずかに毛があり、褐色か赤褐色。葉は長さ1 - 3ミリメートル (mm) の葉柄をもって対生する。葉身は広卵形から長楕円状卵形で、長さ2 - 5センチメートル (cm) 、幅1 - 3.5 cmになる。葉縁にはあらく不規則な鋸歯があり、葉の両面には短い毛が生えるが、表面には生えない場合がある。
花期は5 - 6月。枝の先端から共通花柄を出し、5個の同じ長さの萼片をつけ、ふつう2つ花をつける。花冠は二唇状の鐘状漏斗形で、白色、黄白色、ときに黄色、まれにピンク色になり、長さは1.5 - 3 cmになる。雄蕊は4本ある。果期は9 - 11月で、果実は長さ8 - 14 mmの線形の痩果になる。
冬芽は対生してつき、卵形で芽鱗は8 - 12枚あり、枝と同色である。枝先には頂芽がつき、しばしば5枚の萼片がついている果実が残っている。葉痕は三角形や倒松形で、維管束痕は3個ついている。
和名は、果実がプロペラ状の萼片をつけ、羽根突きの「衝羽根」に似ること、枝の様子がウツギに似ていることに由来する。

## 分布と生育環境
日本の本州の東北地方の太平洋側、関東地方および中部地方以西、四国ならびに九州の北西部に分布し、丘陵地や山地に生育する。

## ギャラリー
- ベニバナノツクバネウツギ
- 5個の同じ長さの萼片（2012年5月13日）
- 花と萼片（2012年5月13日）
- 花とつぼみ（左）

## 品種、変種
- タキネツクバネウツギ Abelia spathulata Siebold et Zucc. f. colorata (H.Hara et S.Kuros.) H.Hara et S.Kuros. - 花冠は明るい紅赤色で、本州の東北地方南東部および関東地方北東部の標高300-1,000mの山地に分布する。福島県の大滝根山が基準産地。
- ヤエノツクバネウツギ Abelia spathulata Siebold et Zucc. f. duplexa H.Ohba
- ケツクバネウツギ Abelia spathulata Siebold et Zucc. f. pilosa Nakai - 全体に長い白色の毛が生え、本州の東海地方および近畿地方の太平洋側に分布する。
- ベニバナノツクバネウツギ Abelia spathulata Siebold et Zucc. var. sanguinea Makino - 花冠は濃赤色で、主に本州中部の標高1,000-2,000mの山地に分布する。
- ウゴツクバネウツギ Abelia spathulata Siebold et Zucc. var. stenophylla Honda - 葉が、長さ5-10cm、幅1.5-4cmと大型で、厚く光沢があり、本州の東北地方および北陸地方の日本海側に分布する。
- アベリア（＝ハナゾノツクバネウツギ）は、街路や公園、マンションなどの植え込みに多用されていて、本種と同属。本来「アベリア」は属の名前であるが、一般的にはハナゾノツクバネウツギを指すようになった[5]。